# Tomás Thayer Ojeda
Tomás Thayer Ojeda (Caldera (Chile), 6 de junio de 1877-Santiago de Chile, 29 de junio de 1960); historiador, genealogista, paleógrafo y bibliotecario chileno. Fue autor de diversas investigaciones historiográficas, especialmente centradas en el período de la Conquista y la bibliografía colonial de Chile. Participó del grupo que refundó la Sociedad Chilena de Historia y Geografía en 1911; ejerció como director de la Biblioteca Nacional de Chile, cargo que entonces implicaba también la jefatura de la Dirección General de Bibliotecas, Archivos y Museos los años 1931 y 1932; en 1933 se convirtió en miembro de número de la Academia Chilena de la Lengua y fue uno de los fundadores de la Academia Chilena de la Historia.

## Biografía

### Primeros años
Sus estudios los realizó en el Colegio Español-Inglés de Taltal (1885-1889) y el Colegio de San Agustín de Santiago (1891-1894), recibiendo el grado de báchiller en Filosofía y Letras (1895). No cursó educación universitaria. En su momento no pudo estudiar Derecho, por estar aquejado de una enfermedad a la vista. Por esta circunstancia  terminó convirtiéndose en funcionario de la Biblioteca Nacional (1902), donde pronto fue ubicado en la Sección de Manuscritos. Este departamento, antes de ser empleado, lo conoció como visitante. Terminaría siendo jefe de la sección en 1909.

### Inicia la investigación
Thayer Ojeda afirmaba de sí mismo que había llegado a ser historiador por "herencia intelectual" de un par de ancestros lejanos, vívidos en tiempos de la Conquista, que señalaba, subrayándolos de entre los demás de su árbol genealógico. Entre estos listaba al cronista Pedro Mariño de Lobera y el poeta Fernando Álvarez de Toledo. Incorporó de hecho un estudio de la vida de este último dentro su primer trabajo de investigación: Memoria histórica sobre la familia Alvarez de Toledo en Chile, que publicó en los Anales de la Universidad de Chile por la intercesión de Domingo Amunátegui Solar.

### Investigaciones y ocupaciones
En su labor en la Sección de Manuscritos se perfeccionó hasta que, en opinión de Guillermo Feliú Cruz, "se hizo el más diestro paleógrafo que hubo en Chile, superior a Medina", con numerosos artículo y libros basados en sus investigaciones de los archivos coloniales y de la Conquista. Trabajos entre los que destaca: Santiago durante el siglo XVI: Constitución de la propiedad urbana y noticias de sus primeros pobladores (1905), que incluye un citado mapa pormenorizado de Santiago de la segunda mitad del siglo XVI.
Entre 1909 y 1914 se encargó de la publicación de los tomos XV, XVI, XVII, XVIII, XIX, XX, XXIV y XXVI de la Colección de historiadores i de documentos relativos a la independencia de Chile.
En 1925 se crea el Archivo Nacional, y aunque el puesto de director le habría estado destinado a Thayer Ojeda, una supuesta "intriga política" le habría privado de este empleo. Su carrera en la Biblioteca Nacional culminó en la jefatura de la institución, que implicaba el cargo de director general de Bibliotecas, Archivos y Museos, entre los años 1931 y 1932. Entre otras organizaciones integró la Academia Chilena de la Historia, la Sociedad Científica de Chile, la Academia Chilena de la Lengua (sillón n.º 5), siendo además cofundador del Instituto de Conmemoriación Histórica de Chile y de la Sociedad Chilena de Historia y Geografía. 
Desde 1916 también ejerció como perito caligráfico en juicios, sobre todo en el análisis de antiguos documentos relativos a la propiedad de tierras, hasta que, según decía, "el agotamiento de mi vista me impidió proseguir tan delicadas tareas". Así mismo, el Ministerio de Relaciones Exteriores de Chile lo ocupó como experto paleógrafo en Comisión Plesbicitaria de Tacna y Arica. Realizó una solitaria incursión en las ciencias con una breve obra sobre física: Hipótesis sobre la formación de la materia (1939), que en 1940 era anunciada como "primera parte" de una obra mayor, pese a lo cual Thayer Ojeda nunca volvería a publicar sobre el tema.

### La polémica del Purén Indómito
De entre su labor historiografica también cabe destacar la polémica mantenida con Aniceto Almeyda Arroyo en los años 1944 y 1945. En ese discusión Thayer defendendió la tradicional atribución del poema y crónica de Indias del siglo XVII Purén Indómito a Fernando Álvarez de Toledo, su propio ancestro con el que se había iniciado en la investigación historiográfica, mientras que Almeyda señaló que el verdadero autor era Diego Arias de Saavedra, siendo esta última atribución la que actualmente se considera acertada.

## Obras
- Memoria histórica sobre la familia Alvarez de Toledo en Chile. Anales de la Universidad de Chile, tomo 113, jul.-dic, 1903.
- Santiago durante el siglo XVI: Constitución de la propiedad urbana y noticias de sus primeros pobladores. Santiago de Chile. Imprenta Cervantes, 1905.
- Los conquistadores de Chile. Santiago de Chile. Imprenta Cervantes y Barcelona, 3 vols., 1908, 1910 y 1911.
- Las Antiguas Ciudades de Chile. Apuntes históricos sobre su desarrollo y listas de los funcionarios que actuaron en ellas hasta el año 1565. Santiago de Chile, Imprenta Cervantes, 1911.
- Diario del Doctor Don Fernando Antonio de los Ríos (apuntes biográficos sobre el citado doctor). Santiago de Chile, Imprenta Universitaria, 1913.
- Observaciones acerca del viaje de Don García Hurtado de Mendoza a las Provincias de los Coronados y Ancud. Imprenta Universitaria, 1913.
- Guía para facilitar la consulta del Archivo de Escribanos que se custodia en la Biblioteca Nacional. Santiago de Chile: Impr. Universitaria. 3 vol, 1914-1930.
- Los de Vicuña. Imprenta Universitaria, 1915.
- The Thayer Family on Thornbury, 1916.
- Ensayo crítico sobre algunas obras históricas utilizables para el estudio de la Conquista de Chile. Imprenta Universitaria, 1917.
- Apuntes para la Historia Económica y Social durante el período de la Conquista de Chile. 1540-1565. Santiago de Chile, 1920.
- Las Biografías de los dos "Cristóbales de Molina" publicadas por el escritor peruano don Carlos A. Romero. Santiago de Chile. Imprenta Universitaria, 1920.
- Reseña Histórico-Biográfica de los Eclesiásticos en el descubrimiento y conquista de Chile. Santiago de Chile. Imprenta Universitaria, 1921.
- La sección de manuscritos de la Biblioteca Nacional de Chile. Separata: The Hispanic American Historical Review, v, 4, no. 1, 1921.
- Estancia de Paposo : sobre la interpretación del título primitivo de Estancia : estudio hecho sobre la base de la historia de las concesiones de tierras en tiempos de la Colonia. Santiago de Chile, Imprenta y Litografía Balcells & Co. 1925.
- Puntos controvertibles, novedades e inexactitudes de la "Nueva crónica de la conquista de Tucumán" que escribió el Doctor Don Roberto Levillier. Santiago de Chile, Imprenta Universitaria. 1928.
- Nuevos puntos controvertibles de la "Nueva Crónica del Tucumán". Réplica al Doctor Don Roberto Levillier. Santiago de Chile, 1928.
- Francisco de Aguirre. Santiago de Chile. Imprenta Universitaria, 1929.
- La Familia de Irarrázabal. Santiago de Chile. Imprenta Universitaria, 1931.
- El Uruguay y Chile. Santiago de Chile: Imprenta "La Tracción", 1931.
- Algo más sobre la patria y el autor del "Purén Indómito". Santiago de Chile. Imprenta Universitaria, 1935.
- Hipótesis sobre la formación de la materia. Santiago de Chile, Imprenta Letelier. 1939.
- Formación de la Sociedad Chilena y Censo de la Población en Chile en los años de 1540 a 1565. Santiago de Chile. Prensas de la Universidad de Chile. 3 vols. 1939-1943.
- Valdivia y sus compañeros. Santiago de Chile. Imprenta Universitaria, 1950 (en colaboración con Carlos Larraín de Castro).